# Torre del Gall (Elx)
La Torre del Gall està situada a l'avinguda de Sant Andreu número 25 en la partida rural de la Foia, a Elx (Baix Vinalopó), País Valencià. És un edifici residencial d'estil modernista valencià construït l'any 1928.

## Edifici
És un dels edificis d'estil modernista valencià més destacats d'Elx i és l'element més representatiu de la La Foia d'Elx.
L'edifici va ser construït a instàncies de Ramón Campello Martínez, un indià que havia emigrat a Cuba, a la seua tornada d'Amèrica.
El seu estil formal és el modernisme valencià tardà amb clares influències neomudèjars. Consta de planta baixa i dues altures. Està rematat per dues torres, la més alta de les quals posseeix un mirador. Així mateix, la torre més alta està ornamenentada amb taulells de motius vegetals. L'edifici es troba rematat per un penell amb la figura d'un gall. Per aquest motiu, tant la casa com el seu propietari van adquirir la denominació popular en valencià del Gall. La construcció està envoltada de jardins, actualment de propietat municipal.
En la guerra civil espanyola, Ramón Campello "el Gall" va ser considerat com desafecte a la República i va tornar de nou a Cuba. L'edifici va ser adquirit per l'ajuntament d'Elx als descendents del seu propietari original i va ser restaurat l'any 2006. Actualment alberga un centre social de la partida rural gestionat per l'ajuntament.